# Gunoi menajer

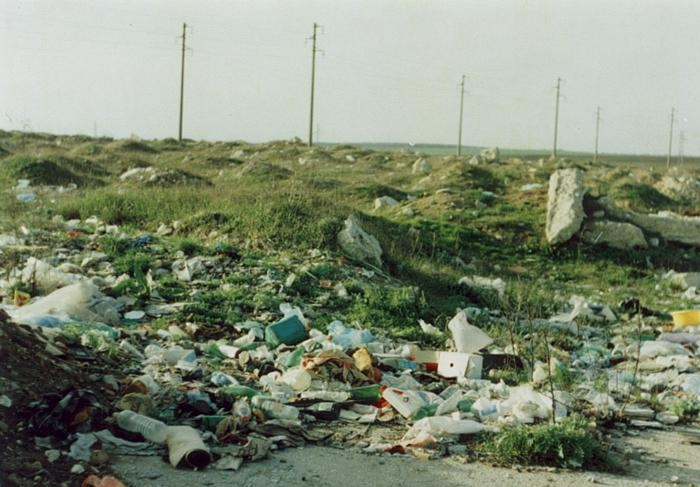
Gunoi menajer

Gunoiul menajer este un ansamblu de resturi organice și minerale care rezultă din activitatea gospodărească, comercială sau industrială. În activitatea de combatere a poluării mediului ambiant și de reciclare a materialelor, gunoaiele menajere devin surse valoroase de extragere și prelucrare a metalelor, materiilor organice biodegradabile, a maselor plastice, sticlei și materialelor textile.
Deșeurile menajere afectează ecosistemele și sănătatea umană. Unele ecosisteme pot fi grav afectate de gestionarea necorespunzătoare a deșeurilor sau de aruncarea acestora, deoarece acestea pot afecta creșterea plantelor pe zona de sol afectată de către deșeuri.